# مستعر أعظم SN 2020oi
كان المستعر الأعظم SN 2020oi حدثًا مستعرًا أعظم في المجرة الحلزونية الكبيرة المعروفة باسم Messier 100 أو NGC 4321. تم اكتشافه في 7 يناير 2020 بقدر ظاهري 17.28 بواسطة الباحث الفلكي F. Forster وشركائه باستخدام مرفق Zwicky Transient Facility . وضعها القياس على بعد 4.67 [[دقيقة قوسية|ثانية قوسية]] شمال نواة المجرة . لم يتم اكتشاف المستعر الأعظم من خلال المشاهدة التي أجريت قبل ثلاثة أيام من الاكتشاف ، وبالتالي يجب أن يكون قد بدأ خلال تلك الفترة القصيرة. بلغ منحنى الضوء ذروته في الفترة من 13 إلى 18 يناير 2020، اعتمادًا على طول الموجة ، ثم انخفض منحنى الضوء بسرعة على مدار 25 يومًا قبل أن يتحول إلى انحدار تدريجي . أظهرت تحليلات الطيف التي تم إجراؤها باستخدام تلسكوب SOAR أن هذا هو مستعر أعظم من النوع Ic ، مع كون السلف نجمًا ضخمًا طرد غلافه الخارجي. كانت السرعة الأولية للفوتوسفير المتوسع 15000 كيلومتر في الثانية..
تعطي نماذج الحدث كتلة تقديرية أولية ( تسلسل رئيسي صفري ) تبلغ 9.5±1.0 كتلة شمسية أو 13 كتلة شمسية للسلف المنفجر. كان عضوًا في نظام نجمي ثنائي وفقد غلافه الخارجي من الهيدروجين والهيليوم بسبب تفاعله مع رفيقه. كان النجم الناتج عن نقص الهيليوم مكونًا أساسًا من الكربون والأكسجين بكتلة تبلغ حوالي 2.16 كتلة شمسية. كان انفجار المستعر الأعظم نتيجة لانهيار نواته الحديدية الخاملة. طرد الحدث كتلة 0.71 كتلة شمسية من المادة وتركت وراءها بقايا نجم نيوتروني بكتلة مفترضة 1.45 كتلة شمسية . أطلق الانفجار حوالي 1051 erg من الطاقة ، منها 60٪ على شكل طاقة حركية .
هذا هو أحد الأنواع القليلة من المستعرات الأعظمية Ic التي تم الكشف عن انبعاثها الراديوي . بناءً على هذه البيانات ، تقدمت موجة الصدمة الناتجة عن الانفجار عبر المادة البينجمية المحيطة بسرعة بين 30000 إلى − 40000 كيلومتر في الثانية . من أجل إنتاج الانبعاث المرصود ، خضع النجم السلف لفقدان الكتلة بمعدل متوسط 1.4/ 10000 كتلة شمسية في السنة ، وبسرعة رياح نموذجية تبلغ 1000 كيلومتر/ الثانية . تُظهر صور الموقع التي التقطت قبل الحدث باستخدام تلسكوب هابل الفضائي مجموعة نجمية موجودة في ذلك الموقع.